# Setaria paucifolia
Setaria paucifolia là một loài thực vật có hoa trong họ Hòa thảo. Loài này được (Morong) Lindm. miêu tả khoa học đầu tiên năm 1900.